# María Domínguez Castellano
María Domínguez Castellano (Alcántara, Càceres, 1965) és una neurobiòloga i professora espanyola.
En 1988, es va llicenciar en Ciències Biològiques, per la Universitat de Sevilla, realitzant els seus estudis de doctorat al Centre de Biologia Molecular Sever Ochoa del Consell Superior d'Investigacions Científiques (CSIC) i la Universitat Autònoma de Madrid (UAM), en el laboratori del professor Juan Modolell, i sota la direcció de la investigadora del CSIC Sonsoles Campuzano. En 1993, es va traslladar a Suïssa, per treballar en el Laboratori del professor Ernst Hafen a la Universitat de Zúric. I en 2007, va passar a Cambridge per treballar com postdoctoral independent en el Laboratori de Biologia Molecular del professor Peter A. Lawrence en el Medical Research Council (MRC-LMB) a Cambridge (Regne Unit), un dels centres de referència de recerca bàsica en Biologia Molecular.
És professora d'investigació de l'Institut de Neurociencias d'Alacant, dependent del Centre Superior de Recerques Científiques, i de la Universitat Miguel Hernández. És vicedirectora de l'Institut, i un dels referents de la recerca mundial sobre el càncer.
Ha escrit articles per a la revista Nature i ha publicat molts articles tant com autora com en col·laboració amb altres especialistes dels que són exemple:
- m. Domínguez. 2006. Interplay between Notch and epigenetic silencers in cancer. Cancer Cap de bestiar. 66: 8931-8934
- r. Liefke, f. Oswald, c. Alvarado, d. Ferrés-Va marcar, g. Mittler, p. Rodríguez, m. Domínguez, t. Borggrefe. 2010. Histone demethylase KDM5A is an integral part of the core Notch-RBP-J repressor complex. Gens Dev. 24

María ha sigut reconeguda en el seu camp d'investigació per la tasca realitzada i ho prova el haver rebut el 2008 el IX Premi Francisco Cobos a la investigació biomèdica